# Aurèle Barraud
Pour les articles homonymes, voir Barraud.
Aurèle René Barraud, né à La Chaux-de-Fonds le 16 juin 1903 et mort à Genève le 7 décembre 1969, est un peintre et graveur suisse représentant de la Nouvelle Objectivité.

## Biographie
Frère des peintres Charles, François et Aimé Barraud, il expose au Salon des indépendants deux toiles en 1929. Il habite dans le Nord de la France puis à Paris avant de s'installer à Genève.
Il expose régulièrement dans des musées en Suisse comme au palais de l'Athénée en 1954.

## Œuvre
Aurèle Barraud a une pratique de peintre, mais aussi de graveur. Il avoue d'ailleurs préférer son œuvre gravé à son œuvre peint. Ses gravures ont souvent des sujets politiques et lui permettent de dénoncer les bourgeois ou les dictatures de droite. Il réalise également des autoportraits et des paysages dans ce médium.